# ليه جونز (لاعب دوري الرغبي بريطاني)
ليه جونز (بالإنجليزية: Les Jones)‏ هو لاعب دوري الرغبي بريطاني، ولد في 19 يوليو 1948 في سانت هلنز في المملكة المتحدة.